# وليم كيملر
وليم فرانسيس كيملر (بالإنجليزية: William Francis Kemmler)(9 مايو 1860 – 6 أغسطس 1890)، قاتل أمريكي، اشتهر لكونه أول شخص يُنفذ فيه حكم الإعدام بالكرسي الكهربائي. أُدين بقتل زوجته ماتيلدا "تيلي" زيجلر قبل عام من إعدامه رغم أن استخدام الصعق الكهربائي كان قد نجح سابقًا في قتل حصان، إلا أن عملية إعدام كيمبلر لم تسِر بسلاسة.

## حياته المبكرة
وُلد ويليام كيملر في فيلادلفيا بولاية بنسلفانيا عام 1860 لأبوين من أصول ألمانية كانا يعانيان من إدمان الكحول. ترك المدرسة في سن العاشرة دون أن يتعلم القراءة أو الكتابة، وعمل في متجر الجزارة الخاص بوالده. بعد وفاة والده نتيجة إصابة خلال شجار تحت تأثير الكحول، ووفاة والدته بسبب مضاعفات الإدمان، دخل كيملر مجال التجارة المتنقلة حيث بدأ بيع البضائع بعربة وحصان.
على الرغم من نجاحه المبدئي، سرعان ما أصبح كيملر هو الآخر مدمنًا على الكحول. اشتهر بين أصدقائه في الحانات المحيطة بمنطقة بوفالو حيث كان يعيش. في إحدى الحوادث المروعة، وبعد يوم من الشرب المفرط، زعم كيملر أنه يستطيع القفز بعربته وحصانه فوق سياج بارتفاع ثمانية أقدام. المحاولة انتهت بكارثة؛ حيث تحطمت العربة وتلفت البضائع تمامًا.
كان كيملر معروفًا بلقب "فيلادلفيا بيلي"، وكان يتميز بشعر بني داكن وبنية نحيفة، ويتحدث الإنجليزية والألمانية بطلاقة.

## الجريمة والعقاب

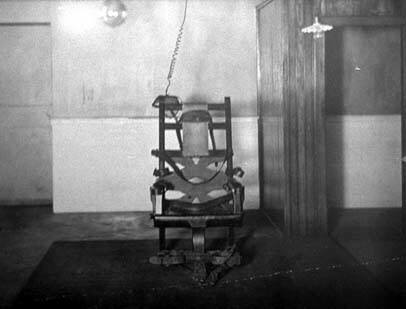
الكرسي الكهربائي الذي أعدم عليه كيملر في 6 أغسطس 1890

حُكم على كيملر بالإعدام بالكرسي الكهربائي، بعد إدانته بقتل زوجته ماتيلدا زيغلر ببلطة في 29 مارس 1889، ونُفذ فيه الحكم في سجن أوبرن في نيويورك. وقد احتج محاموه على الحكم، قائلين بأن الإعدام بالكهرباء هو عقوبة فظة وغير معتادة.

## تنفيذ الحكم
في صباح يوم تنفيذ حكم الإعدام في 6 أغسطس 1890، تم إيقاظ ويليام كيملر في تمام الساعة 5:00 صباحًا. ارتدى ملابسه بسرعة واختار بدلة أنيقة مع ربطة عنق وقميص أبيض. بعد الإفطار وبعض الصلوات، تم حلق قمة رأسه. في الساعة 6:38 صباحًا، دخل كيملر غرفة الإعدام وقدمه مدير السجن تشارلز دورستون إلى الشهود الـ17 الحاضرين. نظر كيملر إلى الكرسي وقال: "أيها السادة، أتمنى لكم جميعًا حظًا سعيدًا. أعتقد أنني ذاهب إلى مكان جيد، وأنا مستعد للذهاب."
لاحظ الشهود أن كيملر كان هادئًا خلال إعدامه؛ لم يصرخ أو يبكي أو يقاوم بأي شكل من الأشكال. جلس على الكرسي، ثم طُلب منه الوقوف مرة أخرى لقطع ثقب في بدلته لتوصيل سلك إضافي. بعد الانتهاء من ذلك، جلس مجددًا وربط بالكرسي، ثم غُطي وجهه ووُضع القيد المعدني على رأسه. ثم قال بهدوء: "خذوا وقتكم وافعلوها بالشكل الصحيح، أنا لست في عجلة من أمري." أجابه دورستون: "وداعًا، ويليام"، وأمر بتشغيل التيار.

تم شحن المولد بـ1,000 فولت، وهو ما كان يُعتقد أنه كافٍ لإحداث فقدان سريع للوعي وتوقف القلب. تم اختبار الكرسي مسبقًا؛ حيث تم إعدام حصان بالكهرباء في اليوم السابق. مر التيار عبر كيملر لمدة 17 ثانية. تم إيقاف التيار وتم إعلان وفاة كيملر من قبل إدوارد تشارلز سبيتزكا. لاحظ الشهود أن كيملر كان لا يزال يتنفس. تقدم الأطباء الحاضرون، سبيتزكا وكارلوس فريدريك ماكدونالد، لفحص كيملر. وبعد التأكد من أنه لا يزال على قيد الحياة، نادى سبيتزكا: "قم بتشغيل التيار مرة أخرى، بسرعة — دون تأخير."

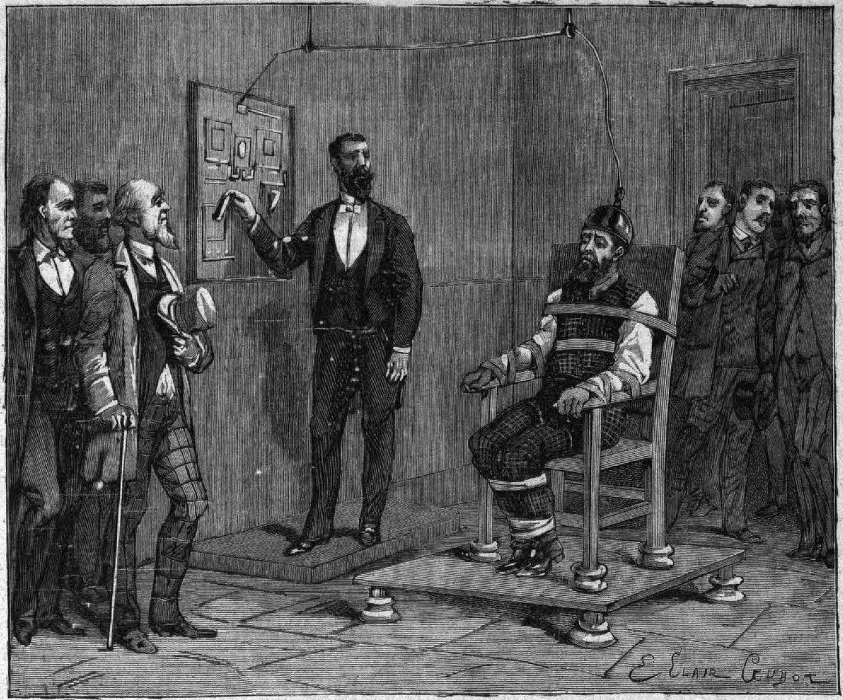
إعدام وليم كيملر

في المحاولة الثانية، صعق كيملر بـ2,000 فولت. انفجرت الأوعية الدموية تحت جلده ونزفت، وزعم بعض الشهود أن جسده اشتعلت فيه النيران. ذكرت صحيفة نيويورك تايمز بدلاً من ذلك أن "رائحة كريهة بدأت تملأ غرفة الإعدام، ثم، وكأنها تتوج هذا المشهد المرعب، لوحظ أن الشعر تحت وحول القطب الكهربائي على الرأس واللحم تحت وحول القطب الكهربائي في قاعدة العمود الفقري كان يحترق. كانت الرائحة لا تُحتمل." عند التشريح، وجد الأطباء أن الأوعية الدموية تحت قحف رأسه قد تحولت إلى فحم وأن الجزء العلوي من الدماغ قد تصلب. أبلغ الشهود عن رائحة اللحم المحترق وحاول العديد من المتفرجين الذين شعروا بالغثيان مغادرة الغرفة.
استغرق الإعدام حوالي ثماني دقائق. تنافس الصحفيون الذين يغطون إعدام كيملر في تسليط الضوء على التفاصيل غير العادية، حيث حاولت كل صحيفة التفوق على الأخرى بعناوين وتقارير مثيرة. نشرت نيويورك تايمز عنوانًا رئيسيًا: "أسوأ بكثير من الشنق". علق وستنجهاوس لاحقًا: "كان من الأفضل لهم استخدام فأس".
في النهاية، دُفن كيملر في السجن حيث تم تنفيذ الحكم.

## وصلات خارجية
- تغطية الصحافة لإعدام كيملر (بالإنجليزية)